# چه خبر
«چه خبر» یا «با تو چه خبر» (انگلیسی: Whatzupwitu) یک آهنگ آر اند بی از ادی مورفی است که در سال ۱۹۹۳ منتشر شد و مایکل جکسون در آن حضور داشت. این قطعه به‌عنوان ششمین آهنگ از سومین آلبوم استودیویی مورفی به نام عشق خوبه گنجانده شده است. جکسون تصمیم گرفت در این آهنگ و ویدئو شرکت کند زیرا فکر می‌کرد که اشعار، پیام مثبتی دارد.